# Gora Bolotova
Gora Bolotova är ett berg i Antarktis. Det ligger i Östantarktis. Australien gör anspråk på området. Toppen på Gora Bolotova är 807 meter över havet.
Terrängen runt Gora Bolotova är platt västerut, men österut är den kuperad.  Trakten är obefolkad. Det finns inga samhällen i närheten.